# Associazione Sportiva Casale F.B.C. 1950-1951
Questa voce raccoglie le informazioni riguardanti l'Associazione Sportiva Casale F.B.C. nelle competizioni ufficiali della stagione 1950-1951.

## Rosa
| N. |                   | Ruolo | Calciatore        |
| -- | ----------------- | ----- | ----------------- |
|    | Italia (bandiera) | C     | Alessandro Asiano |
|    | Italia (bandiera) | A     | G. Barberis       |
|    | Italia (bandiera) | A     | Giovanni Cuzzoni  |
|    | Italia (bandiera) | C     | A. Dimicheli      |
|    | Italia (bandiera) | C     | Ruggero Di Cuonzo |
|    | Italia (bandiera) | C     | G. Ferraris       |
|    | Italia (bandiera) | D     | Renato Ferrarotti |
|    | Italia (bandiera) | A     | Domenico Gambino  |

| N. |                   | Ruolo | Calciatore      |
| -- | ----------------- | ----- | --------------- |
|    | Italia (bandiera) | D     | A. Ghisio       |
|    | Italia (bandiera) | P     | P. Mornese      |
|    | Italia (bandiera) | A     | Giovanni Operto |
|    | Italia (bandiera) | A     | Franco Pansa    |
|    | Italia (bandiera) | D     | D. Rampoldi     |
|    | Italia (bandiera) | C     | Marco Savioni   |
|    | Italia (bandiera) | C     | O. Zetti        |